# Miraldo Câmara de Souza
Miraldo Câmara de Souza, conhecido como Ado (João Pessoa, 25 de abril de 1962), é um ex-futebolista e técnico brasileiro. Ado ficou marcado para a história do futebol brasileiro por ter perdido a última cobrança da disputa por pênaltis na decisão do Campeonato Brasileiro de Futebol de 1985, quando era jogador do Bangu Atlético Clube. O seu erro propiciou ao Coritiba Foot Ball Club sagrar-se campeão nacional.
Em um misto de atleta sem sorte no jogo de maior importância da história do Bangu (alguns acham que pênalti é loteria) e ídolo, pois vestiu em mais de 200 jogos a camisa banguense, Ado é uma referência do time de Moça Bonita e teve uma carreira em clubes nacionais e internacionais.

## Carreira

### Futebolista
Atuando como ponteiro (também chamado de ponta ou ponta de lança), antes de chegar ao Bangu em 1983, jogou no Madureira Esporte Clube, no Esporte Clube Barreira (atual Boavista Sport Club) e no Volta Redonda Futebol Clube. No alvirrubro carioca, jogou por seis anos, entre 1983 e 1987, uma segunda passagem em 1994 e uma terceira em 1997, sendo vice campeão brasileiro em 1985 e ganhador da Bola de Prata como melhor jogador deste campeonato, além da Taça Rio de 1987.
Na temporada 1987/88, jogou no Sporting Clube de Espinho (em Portugal) e intercalou com uma breve passagem pelo Internacional de Porto Alegre no fim de 1988. Retornando a Portugal, jogou no Espinho por mais seis temporadas, quando retornou ao Bangu, em 1994. Posteriormente jogou no Friburguense Atlético Clube (1995) e no Barreira (1996). Também atuou no Sport Club Internacional em uma segunda passagem em 1998.
Após 1998, atuou em clubes da Indonésia, do Peru e encerraria a carreira de futebolista pelo Campo Grande Atlético Clube em 2002. Porém, ainda naquele ano, foi contratado pelo Ceres Futebol Clube para ser auxiliar técnico do treinador Luís Alberto. Após acompanhar alguns treinos da equipe, percebeu que ainda poderia ajuda-la dentro de campo e disputou a Segunda Divisão do Campeonato Carioca de 2002 e 2003 pelo alviceleste banguense.

### Treinador
Como treinador, foi auxiliar técnico e técnico no clube Al Shoalah da Arábia Saudita por alguns anos.

### Prêmios individuais
- Treinador revelação do Campeonato Carioca: 2019[8]